# 靈蝶
靈蝶（英語：Psylocke），本名伊莉莎白·「貝琪」·布拉多克（Elizabeth "Betsy" Braddock），是一名在漫威漫畫中出現的虛構女超級英雄，由作家克里斯·克萊蒙特和藝術家埃布·特里佩所創作。靈蝶首次為於《英國隊長》#8中登場，為英國隊長的雙胞胎姐姐。

## 人物
伊莉莎白·「貝琪」·布拉多克和布萊恩·布拉多克是一對雙胞胎姊弟，從小就被梅林暗中操縱。貝琪長大後成為了一名特許飛行員，亦曾當過模特兒。貝琪原本是一名英國人，後來被魔卓綁架，被魔卓的同夥螺旋女轉移靈魂進入一個日本忍者「觀音」（Kwannon）的體內，化名為「靈蝶」。
在變種人大屠殺事件中，靈蝶留守在X學院。當X戰警和新變種人小隊與掠奪者戰鬥時，劍齒虎入侵了X學院。靈蝶挺身而出抵禦劍齒虎的攻擊。X戰警回來後，金鋼狼幫助靈蝶打敗劍齒虎。由於靈蝶的勇氣，她成功成為了X戰警的成員並開始正式使用「靈蝶」這一代號。之後，靈蝶和X戰警一起對抗Malice。 在回到紐約後，暴風女決定製造X戰警死亡的假象來保護他們的家人和朋友並暫停X戰警的部分行動。在法官（獨眼龍的弟弟）前來查看X戰警後，暴風女讓靈蝶消除浩劫的記憶，但由於X教授的心靈屏障，他仍保留了記憶。在一番打鬥後，法官要求加入X戰警。在光影堡（Citadel of Light and Shadow）一戰中，靈蝶為了保護隊友犧牲了自己來拖住Horde但被暴風女所救。金鋼狼之後成功將Horde擊敗。X戰警之後和暴風女來到了位於德州達拉斯的工匠的Eagle Plaza來恢復暴風女的能力，X戰警在那裡遭到自由力量的伏擊，靈蝶被抓。不久後，天空出現裂痕，整個達拉斯陷入一片混沌。自由力量決定和X戰警暫時聯合解救達拉斯的居民。之後，X戰警來到星光堡對抗這片混沌的製造者，Adversary 。X戰警使用工匠（Forge不僅是變種人還是巫師）的咒語犧牲來自己 來封印Adversary。Roma之後把X戰警復活並傳送到了澳大利亞。由於在與Adversary的戰鬥中NealConan全程直播了戰況，全世界都相信X戰警都已陣亡。X戰警決定將他們的復活保密。

## 其他媒體

### 電視
- 《X戰警》：由塔莎·西姆斯配音。
- 《金鋼狼與X戰警（英语：Wolverine and the X-Men (TV series)）》：由格蕾·德萊勒配音。

### 電影
- X戰警電影系列
  - 《X戰警：最後戰役》（2006年）：由梅·梅納康（英语：Meiling Melançon）飾演[1]。
  - 《X戰警：天啟》（2016年）：由奧莉薇亞·孟恩飾演，為天啟四騎士之一的「瘟疫」[2]。

### 遊戲
- 《漫威英雄 Online》：玩家創角時可選擇靈蝶為遊戲角色，或另付費購買。
- 《乐高漫威超级英雄》：電子遊戲。
- 《Marvel：終極聯盟2（英语：Marvel: Ultimate Alliance 2）》：電子遊戲。
- 《X-MEN Mutant Apocalypse》：電子遊戲。
- 《MARVEL VS. CAPCOM 2 NEW AGE OF HEROES》：電子遊戲。
- 《漫威：未來之戰》：手機遊戲，靈蝶是玩家可使用角色之一。
- 《漫威超級戰爭》

## 外部連結
- Psylocke （页面存档备份，存于） 漫畫書數據庫
- Psylocke （页面存档备份，存于） 超級英雄數據庫
- Psylocke Archive.today的存檔，存档日期2013-01-03 IGN